# Vişina (Dâmbovița)
Vişina es una comuna ubicada en el distrito de Dâmbovița, Rumania.

## Superficie
Posee una superficie de 68,30 kilómetros cuadrados.

## Demografía
Hasta 2021 la población era de 3838 habitantes, con una densidad de población de 56,19 habitantes por kilómetro cuadrado.